# Without You (Mariah Carey-dal)
A Without You Mariah Carey amerikai énekesnő egyik kislemeze harmadik, Music Box című stúdióalbumáról. A dal eredetileg a Badfinger együttes száma volt, és 1970-ben jelent meg; híressé Harry Nilsson tette, aki egy évvel később feldolgozta. Carey változata 1993-ban jelent meg az albumon és 1994-ben kislemezen; ez volt az énekesnő második feldolgozása az I’ll Be There után. A Without You volt Mariah Carey legnagyobb sikere Európában a We Belong Togetherig (2005); számos országban vezette a slágerlistát.
Mariah Carey a dal társproducere volt Walter Afanasieff-fel együtt. A feldolgozást Nilsson változatára alapozták, nem a nyersebb stílusú Badfinger-változatra.

## Fogadtatása
Az Egyesült Államokban dupla A-oldalas kislemezként jelentették meg az album egy második dalával, a Never Forget You-val. A kislemez a 3. helyig jutott a Billboard Hot 100 slágerlistán, és 21 hétig maradt a Top 40-ben. A kislemez aranylemez minősítést kapott a RIAA-tól. Az 1994-es év végi listán a 16. lett.
Ez a dal lett Carey első (és szólóénekesként máig az egyetlen) listavezető száma az Egyesült Királyságban. Brazíliában a 3. listavezető száma lett, négy hétig vezette a listát. Az első listavezető száma lett Olaszországban is. A legnagyobb sikert Svájcban aratta, ahol tíz nem egymást követő héten át volt listavezető, valamint Hollandiában, ahol 12 hétig. Németországban négy, Ausztriában nyolc hétig vezette a listát. Az első háromba került Kanadában, Franciaországban, Norvégiában és Ausztráliában. Ezeknek a sikereknek köszönhetően került rá Carey 1998-as válogatásalbumára, a #1’s-ra.

## Videóklip
A dal videóklipjét Larry Jordan rendezte, és egy 1993-as, a Proctor Theatre-ben tartott koncert felvételeiből vágták össze.

## Számlista
1. Without You (Album Version)
2. Never Forget You (Album Version)
3. Dreamlover (Live)

### Helyezések
| Ország             | Slágerlista       | Legmagasabb helyezés | Minősítés    | Eladási adatok |
| ------------------ | ----------------- | -------------------- | ------------ | -------------- |
| USA                | Billboard Hot 100 | 3                    | Aranylemez   | 500 000        |
| Egyesült Királyság | BPI               | 1                    | Aranylemez   | 400 000        |
| Ausztrália         | ARIA              | 3                    | Platinalemez | 70 000         |
| Ausztria           | IFPI Ausztria     | 1                    | Platinalemez | 40 000         |

| Slágerlista (1994)                               | Legmagasabb helyezés |
| ------------------------------------------------ | -------------------- |
| USA Billboard Hot 100 1                          | 3                    |
| USA Billboard Top 40 Mainstream                  | 2                    |
| USA Billboard Adult Contemporary                 | 4                    |
| USA Billboard Hot R&B/Hip-Hop Singles & Tracks 1 | 7                    |
| USA Billboard Rhythmic Top 40                    | 9                    |
| USA ARC Weekly Top 40                            | 1                    |
| Ausztrál ARIA kislemezlista                      | 3                    |
| Brazil kislemezlista                             | 1                    |
| Brit kislemezlista                               | 1                    |
| Finn kislemezlista                               | 1                    |
| Francia kislemezlista                            | 2                    |
| Holland kislemezlista                            | 1                    |
| Izraeli kislemezlista                            | 1                    |
| Kanadai kislemezlista                            | 2                    |
| Német kislemezlista                              | 1                    |
| Norvég kislemezlista                             | 3                    |
| Olasz kislemezlista                              | 1                    |
| Svájci kislemezlista                             | 1                    |
| Svéd kislemezlista                               | 1                    |
| Új-zélandi kislemezlista                         | 1                    |

1 A Never Forget You-val együtt